# Mehriban Əliyeva

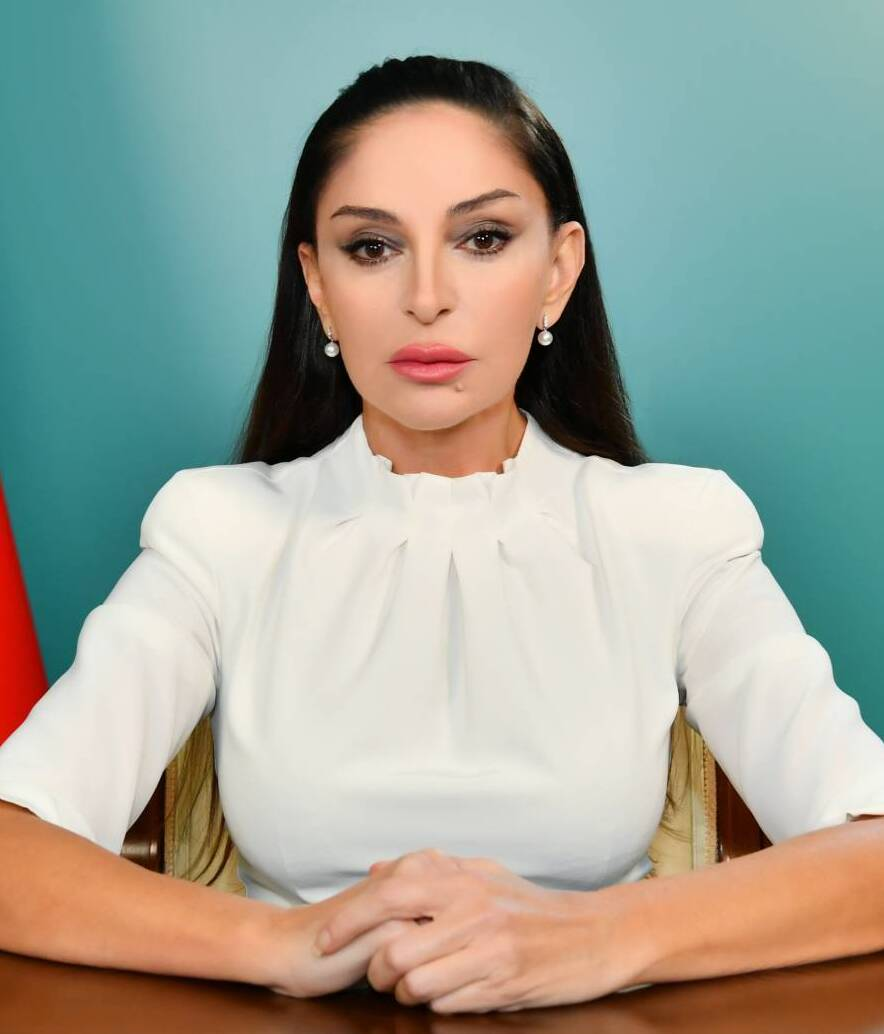
Mehriban Əliyeva (2023)

Mehriban Arif qızı Əliyeva, deutsch Mehriban Alijewa (* 26. August 1964 in Baku, Aserbaidschanische SSR, Sowjetunion) ist eine aserbaidschanische Politikerin. Sie ist Ehefrau des Präsidenten Ilham Alijew und Vizepräsidentin von Aserbaidschan.

## Leben
Əliyeva, geborene Paşayeva, ist Enkelin des Schriftstellers Mir Cəlal Paşayev. Ihre Mutter ist die Philologin Aida İmanquliyeva. Mit ihrem Mann hat sie drei Kinder Leyla, Arzu und Heydər. Im Jahr 1982 begann sie ein Studium an der Aserbaidschanischen Medizinischen Universität „N. Narimanov“. 2005 erwarb Mehriban Əliyeva einen akademischen Grad Ph.D. in Philosophie.
Bei den Parlamentswahlen von 2005 wurde sie in die Nationalversammlung von Aserbaidschan gewählt. Als Mitglied des Parlaments war sie bis zu ihrer Ernennung zur Vizepräsidentin tätig. Durch Veröffentlichungen von hausinternen Mitteilungen der US-Botschaft durch Wikileaks wurde bekannt, dass sich Əliyeva einer Reihe von kosmetischen Operationen unterzogen hat. Beobachter äußerten ihr Unvermögen, sie aus einer Gruppe zusammen mit ihren Töchtern als die Mutter herauszuerkennen. Aus denselben Quellen wurde die Einschätzung von US-Diplomaten öffentlich, dass Əliyeva trotz ihrer damaligen Mitgliedschaft im Parlament in politischen Dingen wenig politische Sachkenntnis besitze („poorly informed about political issues“). Ebenso wurde geäußert, dass Beobachter in Baku oft anmerken, dass das heutige Aserbaidschan politisch ähnlich geführt wird wie Europa im Feudalismus des Mittelalters: Einige wenige gut vernetzte Familien beherrschen bestimmte Territorien und bestimmte Bereiche der Wirtschaft. Diese Familien wirken hiernach zusammen und nutzen ihre Regierungsmacht, um Konkurrenten fernzuhalten.
Mehriban Əliyeva ist Vorstandsvorsitzende der Heydər-Əliyev-Stiftung, der Stiftung der Freunde der aserbaidschanischen Kultur und Präsidentin des aserbaidschanischen Turn-Bundes. Im Jahr 2004 wurde Əliyeva der Titel Botschafterin des guten Willens von der UNESCO verliehen. Sie ist auch Sonderbotschafterin der UNESCO für Gesangs- und Musiktraditionen.  Das Europäische Zentrum für Presse- und Medienfreiheit forderte in einem offenen Brief an die Generaldirektorin Irina Bokowa vom 29. Dezember 2015 die sofortige Entlassung Əliyevas aus diesem Amt. Am 24. November 2006 wurde sie auch von der ISESCO zur Botschafterin des guten Willens ernannt. Auch nach dem Krieg um Bergkarabach 2020 war Əliyeva, die sich währenddessen wiederholt für eine militärische Lösung des Konflikts ausgesprochen hatte, weiterhin  „UNESCO-Botschafterin des guten Willens“. Opfer eines aserbaidschanischen Raketenangriffs in diesem Krieg war unter anderem die armenische Ghasantschezoz-Kathedrale in Schuschi geworden.
Seit 2004 ist Əliyeva Mitglied des Vorstandes der Partei Neues Aserbaidschan, seit 2013 ist sie stellvertretende Vorsitzende der Partei. Sie ist seit dem 21. Februar 2017 Vizepräsidentin Aserbaidschans. Im Februar 2017 besuchte Əliyeva im Rahmen der Münchner Sicherheitskonferenz Deutschland und nahm an einer Diskussion zum Thema Grenzenlose Krisen, Rücksichtslose Störer, Hilflose Wächter teil. Am 2. Juni 2017 wurde Əliyeva zum Ehrenmitglied der Union der Architekten von Aserbaidschan gewählt. Als Vizepräsidentin führte ihre erste Auslandsreise nach Frankreich.

## Auszeichnungen
- 2016 wurde ihr vom EOC (European Olympic Committees) der EOC Order of Merit verliehen.[15]